# Amelora leucaniata
Amelora leucaniata là một loài bướm đêm trong họ Geometridae. Loài này được Guenée miêu tả khoa học đầu tiên vào năm 1858.